# Conflict: Denied Ops
Conflict: Denied Ops est un jeu vidéo de tir en vue à la première personne (FPS), développé par Pivotal Games et édité par Eidos Interactive, sorti en 2008. Il s'agit du cinquième et dernier épisode de la série Conflict. Contrairement aux quatre premiers  opus de la série, le jeu est à la première personne.

## Scénario
Denied Ops place le joueur dans une guerre fictive au Venezuela. Le général Ramirez et ses hommes planifient de prendre le pouvoir par un coup d'État et menacent d'utiliser des armes nucléaires si les États-Unis continuent de s'ingérer dans les affaires internes du pays. Immédiatement après, deux agents de la CIA, Lincoln Graves (ancien agent de la Delta Force et excellent tireur d'élite) et Reggie Lang (armement lourd) sont envoyés dans une série de missions afin de renverser Ramirez.
À noter que Paul Foley, qui avait fait le succès des précédents opus, est toujours présent dans le jeu, détenu en otage par un trafiquant d'armes nommé Clay au Suriname.

## Réception
Le jeu a reçu des commentaires négatifs de la part des critiques (57 % sur Metacritic et 58 % sur GameRankings) en raison de son gameplay et de son mode coopératif sans originalité. Denied Ops souffre par ailleurs de problèmes de bande-son avec certaines cartes son. Une mise à jour sur les versions consoles a été mise au point afin de corriger ce problème.